# کتی گربی
کتی گربی (به انگلیسی: Katy Garbi) (زاده ۸ ژوئن ۱۹۶۳) خواننده یونانی است.
او نماینده یونان در مسابقه آواز یوروویژن ۱۹۹۳ بود.